# Juanita Castro
Juana de la Caridad (Juanita) Castro Ruz (6. května 1933 Birán, Kuba – 4. prosince 2023 Miami, Florida, USA) byla sestra kubánských prezidentů Fidela Castra a Raúla Castra. Nejprve podporovala Kubánskou revoluci, s dalším vývojem situace však zásadně nesouhlasila a později se stala agentkou CIA. Od roku 1964 žila ve Spojených státech amerických.

## Životopis
Juanita se narodila jako čtvrté ze sedmi dětí Ángela Castra a Liny Ruz González. Jejími sourozenci jsou nebo byli: bratři Ramón (1924–2016), Fidel (1926–2016), Raúl a sestry Angelita (1923–2012), Enma a Agustina.
Juanita byla stejně jako ostatní sourozenci aktivní stoupenkyní Kubánské revoluce. Později se však cítila zrazena politikou komunistů. Fidelovy a Raúlovy představy o budoucím vývoji země se střetly se zájmy vlastní rodiny. Prosazovali např. agrární reformu, s níž naprosto nesouhlasil bratr Ramón, který se staral o rodinný majetek.
I podle Juanity Fidel zradil své ideály, když se obrátil ke komunismu a Sovětskému svazu. „Vystřízlivěla jsem, když jsem spatřila všechnu tu nespravedlnost,“ uvedla. Podle svých slov se snažila pomáhat lidem pronásledovaným režimem, v roce 1963 jí byla nabídnuta spolupráce s CIA.
V roce 1964 Kubu opustila a nejprve pobývala u sestry Enmy v Mexiku. Tam svolala tiskovou konferenci, na níž uvedla: „Nemůžu dál zůstat lhostejná k tomu, co se děje v mé zemi... Moji bratři Fidel a Raúl z ní udělali obrovské vězení obklopené vodou. Lidé jsou přibiti na kříž trápení vnucený mezinárodním komunismem.“
Juanita mluvila naposledy s Fidelem v Havaně v roce 1963 poté, co zemřela jejich matka. S Raúlem se viděla několik dní předtím, než odešla roku 1964 do exilu. S ostatními sourozenci, kteří (s výjimkou Enmy žijící v Mexiku) zůstali na Kubě, je přitom v kontaktu.
Později v USA se Juanita politickým aktivitám již nevěnovala a nepatřila mezi čelné představitele kubánské exilové komunity. Až do odchodu do důchodu v roce 2007 vedla v Miami lékárnu.
Na pohřeb svého bratra Fidela v roce 2016 odmítla přijet. Uvedla nicméně, že cítí smutek, a mrzela ji neúcta na Floridě žijících Kubánců, kteří Castrovo úmrtí vyšli oslavovat do ulic.

## Dílo
- CASTRO, Juanita, COLLINS, Maria Antonieta: Fidel, Raúl. Moji bratři: Utajené dějiny, 2009